# Le Deuxième Acte
Le Deuxième Acte és una pel·lícula de comèdia francesa del 2024 escrita, rodada, editada i dirigida per Quentin Dupieux. És protagonitzada per Léa Seydoux, Vincent Lindon, Louis Garrel, Raphaël Quenard i Manuel Guillot. La trama segueix una dona jove que porta el seu xicot a conèixer el seu pare. És una meta-comèdia sobre actors d'una producció cinematogràfica condemnada.
La pel·lícula es va estrenar com a pel·lícula d'obertura al 77è Festival Internacional de Cinema de Canes el 14 de maig de 2024 i es va estrenar en cinemes a França el mateix dia per Diaphana Distribution.

## Argument
Florence vol presentar en David, l'home de qui està bojament enamorada, al seu pare Guillaume. Però en David no se sent atret per Florence i vol desfer-se d'ella llançant-la als braços del seu amic Willy. Els quatre personatges es troben en un restaurant al mig del no-res.

## Repartiment
- Léa Seydoux com a Florència
- Vincent Lindon com a Guillaume
- Louis Garrel com a David
- Raphaël Quenard com a Willy
- Manuel Guillot com a Stéphane

## Producció
El gener de 2024, Léa Seydoux va revelar en una entrevista a Télérama que recentment havia completat dues setmanes de rodatge per a una nova pel·lícula sense anunciar de Quentin Dupieux, aleshores titulada À notre beau métier ('A la nostra bella professió'), que també seria protagonitzada per Vincent Lindon, Louis Garrel i Raphaël Quenard. Seydoux va llegir el guió d'una tirada i va acceptar ràpidament el paper per admiració per Dupieux a qui va descriure com un "cineasta extraordinari" l'estil d'humor del qual "amaga una profunditat cada cop més social, a través de personatges imperfectes i maldestres". Va descriure la pel·lícula com una Mise en abyme sobre "actors que participen en una pel·lícula pèssima" i s'enfronten als seus personatges i línies, i la va valorar com "boja" i "molt, molt divertida".
Le Deuxième Acte es va rodar íntegrament al departament de Dordonya i, més concretament, a la regió del Sarladès, del 4 de desembre al 22 de desembre de 2023. Va ser rodada principalment a l'aeròdrom de Condat de Vesera, un petit aeròdrom privat encara en funcionament. L'edifici de l'aeròdrom existent, un antic restaurant que s'utilitzava durant molt de temps per a casaments, va ser reconvertit al llarg d'un mes per artesans. L'Atelier des fac-similés du Périgord (AFSP) a Montihac va participar en la construcció dels decorats. La pista d'aterratge de l'aeròdrom es va disfressar per donar-li l'aspecte d'una autopista perduda. The production also filmed near the AFSP in Montignac-Lascaux. Thierry Bordes de Ciné Passion en Périgord, una associació que dóna suport a les produccions cinematogràfiques a Dordonya, afirma que Dupieux ha fet "el plaç de seguiment més llarg de la història del cinema" a Le Deuxième Acte.
La producció de la pel·lícula es va mantenir completament en secret des del principi fins al final. El propietari de l'aeròdrom, Roland Boissière, va descriure la producció com el "major secret" i ni tan sols sabia que Vincent Lindon havia vingut a filmar a la seva propietat. Hugo Sélignac va produir la pel·lícula a través de la seva empresa. coproduït per Arte France Cinéma.

## Llançament
Le Deuxième Acte va ser seleccionada per ser la pel·lícula d'obertura al 77è Festival Internacional de Cinema de Canes, on es va estrenar mundialment fora de competició el 14 de maig de 2024. Diaphana Distribution va estrenar a les sales de França el mateix dia.

## Recepció
Le Deuxième Acte va rebre una valoració mitjana de 3,8 sobre 5 estrelles al lloc web francès AlloCiné, basada en 31 ressenyes. A Rotten Tomatoes, el 71% de 34 crítics van donar a la pel·lícula una crítica positiva, amb una valoració mitjana de 6,5/10. A Metacritic, la pel·lícula té una mitjana ponderada de 57 sobre 100, basada en 12 crítiques, que indiquen crítiques "mixtes o mitjanes".